# Kirkkoväärtimeer
Kirkkoväärtimeer, Zweeds – Fins: Kirkkoväärtjärvi, is een meer in Zweden. Het ligt in de gemeente Kiruna. Het meer krijgt het meeste water van de Kirkkoväärtirivier, die door het meer stroomt.
Afwatering: Kirkkoväärtirivier → meer Kirkkoväärtimeer → Kirkkoväärtirivier → Torne → Botnische Golf